# Павел Јурашек
Павел Јурашек (пољ. Paweł Juraszek; Тел Авив, 8. октобар 1994) пољски је пливач чија специјалност је пливање слободним стилом. 
На међународној сцени дебитовао је на ЛОИ 2016. у Рију где се такмичио у трци на 50 метара слободним стилом, али је са резултатом од 22,50 секунди био тек на 35. месту и није успео да се пласира у полуфинале.
На светским првенствима дебитовао је у Будимпешти 2017. где је пливао у својој примарној дисциплини на 50 метара слободно. Јурашек је успео да се квалифкује за финале те дисциплине и тамо освоји 5. место уз нови национални рекорд Пољске (резултат 21,47 секунди).